# Бенну
Бенну — в староєгипетській релігії бог у вигляді чаплі, символізував вічне життя і воскресіння. Зображувався у вигляді сірої, голубої або білої чаплі з довгим дзьобом і чубчиком із двох пір'їн, а також у вигляді жовтої трясогузки, чи орла з червоним і золотим пір'ям. Існують також зображення Бенну у вигляді людини з головою чаплі. Бенну вважався ба бога Ра, згодом Осіріса. Священні предмети (фетиші) Бенну — камінь (обеліск) Бенбен і дерево Ішед, на верхівці якого знаходився дім Бенну. Греки називали Бенну феніксом. Особливо вшанувався в Іуну (Геліополь), де був збудований храм на його честь.
У наші часи деякі дослідники[хто?] вбачають Бенну прообразом Святого Духа в християнстві.

## Назва
Етимологія назви до кінця не з'ясована, єгиптологи припускають, що є семантичний зв'язок з дієсловами «вебен» — сяяти, або «бен» — виникати. Поетичний епітет Бенну - «той, хто виник сам з себе».

## Походження
Є декілька легенд стосовно походження Бенну. 
- Одна з них розповідає про те, що Бенну з'явився на камені Бен-Бен, що підносився серед первісного хаосу — Нуну, і це знаменувало початок акту божественного творіння світу.
- Інша стверджує, що Бенну з'явився з негасимого вогню, який горів на священному дереві Ішед у дворі храму Ра в Геліополі.
- За пізнішими віруваннями, Бенну випурхнув з серця Осіріса.

В давньоєгипетській книзі мертвих є фраза: 
|                                                            | \| Я - птах Бенну, сердечний дух Ра, провідник богів до Дуату \| |

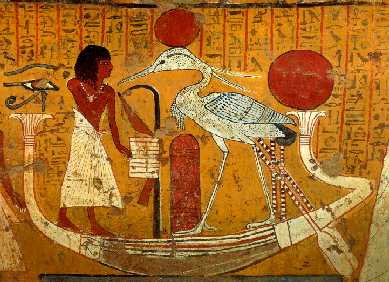
зображення Бену на папірусі

| Я - птах Бенну, сердечний дух Ра, провідник богів до Дуату |                                                                  |

Ось що говорить Геродот про Бенну:
| | \| Існує <якийсь> священний птах, якого називають феніксом. Я сам ніколи не бачив його, тільки на малюнках, оскільки, згідно з віруваннями жителів Геліополя, він з'являється надзвичайно рідко, раз на п'ятсот років, після смерті свого батька. Якщо зображення відповідає його реальному вигляду, то можна сказати наступне: пір'я птаха частково червоне і частково золоте, хоча за формою і розміром він дуже схожий на орла. Вони <жителі Геліополя> розповідають про Фенікса відомості, які я вважаю неймовірними. За їхніми твердженнями, Фенікс прилітає з Аравії, несучи у кігтях свого батька, загорнутого в листя мирри, щоб поховати тіло в Храмі Сонця. Для того, щоб це зробити, Фенікс спочатку створює кулю, потім пробиває в ній отвір, вміщує туди <тіло> свого померлого батька і закриває її новим листям мирри. Куля при цьому залишається тої самої ваги, що була на початку. Фенікс несе цю кулю, запечатану так, як я вже говорив, до Єгипту і кладе в Храмі Сонця. Такий є міф про цього птаха. \| |
| Існує <якийсь> священний птах, якого називають феніксом. Я сам ніколи не бачив його, тільки на малюнках, оскільки, згідно з віруваннями жителів Геліополя, він з'являється надзвичайно рідко, раз на п'ятсот років, після смерті свого батька. Якщо зображення відповідає його реальному вигляду, то можна сказати наступне: пір'я птаха частково червоне і частково золоте, хоча за формою і розміром він дуже схожий на орла. Вони <жителі Геліополя> розповідають про Фенікса відомості, які я вважаю неймовірними. За їхніми твердженнями, Фенікс прилітає з Аравії, несучи у кігтях свого батька, загорнутого в листя мирри, щоб поховати тіло в Храмі Сонця. Для того, щоб це зробити, Фенікс спочатку створює кулю, потім пробиває в ній отвір, вміщує туди <тіло> свого померлого батька і закриває її новим листям мирри. Куля при цьому залишається тої самої ваги, що була на початку. Фенікс несе цю кулю, запечатану так, як я вже говорив, до Єгипту і кладе в Храмі Сонця. Такий є міф про цього птаха. | |